# Gastrosaccus sorrentoensis
Gastrosaccus sorrentoensis är en kräftdjursart som beskrevs av Wooldridge och McLachlan 1986. Gastrosaccus sorrentoensis ingår i släktet Gastrosaccus och familjen Mysidae. Inga underarter finns listade i Catalogue of Life.